# Tylcus hartwegii
Tylcus hartwegii är en skalbaggsart som först beskrevs av White 1855.  Tylcus hartwegii ingår i släktet Tylcus och familjen långhorningar.
Artens utbredningsområde är Guatemala. Inga underarter finns listade i Catalogue of Life.